# 盧卡斯·馬丁內斯·夸爾塔
盧卡斯·馬丁內斯·夸爾塔（西班牙語：Lucas Martínez Quarta；1996年5月10日—），阿根廷足球運動員，現效力於阿根廷足球甲级联赛球會河床，阿根廷國家足球隊成員，司職後衛。

## 俱樂部生涯
馬丁內斯·夸爾塔出道於河床足球俱樂部，在為河床效力4個賽季後，於2020年10月5日轉會至意甲的佛罗伦萨，雙方簽約5年，具體合同內容並未公佈。 2020-21賽季共為球隊出戰了23場次，打進1球。

## 國家隊生涯
2019年9月5日，在阿根廷對陣智利的友誼賽中，他首發出場並打滿全場，完成國家隊首秀。
2021年6月，入選了阿根廷國家隊徵戰2021年美洲國家盃賽事的大名單，並跟隨阿根廷奪得美洲杯冠軍。
2024年6月，他入選阿根廷參加2024年美洲國家盃26人名單。

## 外部連結
- 盧卡斯·馬丁內斯·夸爾塔在 National-Football-Teams.com 上的出场纪录